# Багли (город, Миннесота)
Багли (англ. Bagley) — город в округе Клируотер, штат Миннесота, США. На площади 4,9 км² (4,7 км² — суша, 0,1 км² — вода), согласно переписи 2002 года, проживают 1235 человек. Плотность населения составляет 260,3 чел./км².
- Телефонный код города — 218
- Почтовый индекс — 56621
- FIPS-код города — 27-03196[1]
- GNIS-идентификатор — 0639566[2]